# Santa Cruz del Quiché
Santa Cruz del Quiché es un municipio y cabecera del departamento de Quiché, localizado a 160 km de la Ciudad de Guatemala en la República de Guatemala, también es conocido como: "La Ciudad de los Eternos Celajes", está ubicado en las coordenadas 15°01′44″Norte y 91°08′55″Oeste. La población del municipio es de 99,479 habitantes en 2021.
Luego de la Independencia de Centroamérica fue uno de los municipios originales del departamento de Sololá; y en 1838 pasó a formar parte del Estado de Los Altos hasta que este fue reincorporado al Estado de Guatemala por el general conservador Rafael Carrera en 1840.  Luego de la Reforma Liberal de 1871, el 12 de agosto de 1872 el gobierno de facto del presidente provisorio Miguel García Granados creó el departamento de El Quiché, y la villa de Santa Cruz Quiché ha sido la cabecera del mismo desde entonces.
Durante la Guerra Civil de Guatemala, especialmente en la década de los 1980, fue la base de operaciones del Ejército de Guatemala para combatir al Ejército Guerrillero de los Pobres que se encontraba en la región norte del departamento, especialmente en el área petrolera de la selva de Ixcán aprovechando la barrera natural que imponen la Sierra de los Cuchumatanes.

## Geografía física

### Clima
La cabecera municipal y departamental de Santa Cruz del Quiché tiene clima templado (Clasificación de Köppen: Csb).
| Parámetros climáticos promedio de Santa Cruz del Quiché | Parámetros climáticos promedio de Santa Cruz del Quiché | Parámetros climáticos promedio de Santa Cruz del Quiché | Parámetros climáticos promedio de Santa Cruz del Quiché | Parámetros climáticos promedio de Santa Cruz del Quiché | Parámetros climáticos promedio de Santa Cruz del Quiché | Parámetros climáticos promedio de Santa Cruz del Quiché | Parámetros climáticos promedio de Santa Cruz del Quiché | Parámetros climáticos promedio de Santa Cruz del Quiché | Parámetros climáticos promedio de Santa Cruz del Quiché | Parámetros climáticos promedio de Santa Cruz del Quiché | Parámetros climáticos promedio de Santa Cruz del Quiché | Parámetros climáticos promedio de Santa Cruz del Quiché | Parámetros climáticos promedio de Santa Cruz del Quiché |
| Mes                                                     | Ene.                                                    | Feb.                                                    | Mar.                                                    | Abr.                                                    | May.                                                    | Jun.                                                    | Jul.                                                    | Ago.                                                    | Sep.                                                    | Oct.                                                    | Nov.                                                    | Dic.                                                    | Anual                                                   |
| ------------------------------------------------------- | ------------------------------------------------------- | ------------------------------------------------------- | ------------------------------------------------------- | ------------------------------------------------------- | ------------------------------------------------------- | ------------------------------------------------------- | ------------------------------------------------------- | ------------------------------------------------------- | ------------------------------------------------------- | ------------------------------------------------------- | ------------------------------------------------------- | ------------------------------------------------------- | ------------------------------------------------------- |
| Temp. máx. media (°C)                                   | 21.0                                                    | 22.3                                                    | 23.6                                                    | 24.6                                                    | 24.4                                                    | 22.8                                                    | 22.6                                                    | 23.2                                                    | 22.9                                                    | 22.4                                                    | 22.1                                                    | 21.3                                                    | 22.8                                                    |
| Temp. media (°C)                                        | 15.1                                                    | 15.8                                                    | 17.0                                                    | 18.2                                                    | 18.9                                                    | 18.2                                                    | 17.6                                                    | 17.5                                                    | 17.6                                                    | 17.2                                                    | 16.2                                                    | 15.3                                                    | 17.1                                                    |
| Temp. mín. media (°C)                                   | 9.3                                                     | 9.4                                                     | 10.5                                                    | 11.9                                                    | 13.4                                                    | 13.6                                                    | 12.7                                                    | 11.9                                                    | 12.3                                                    | 12.1                                                    | 10.3                                                    | 9.3                                                     | 11.4                                                    |
| Precipitación total (mm)                                | 1                                                       | 1                                                       | 9                                                       | 25                                                      | 72                                                      | 242                                                     | 179                                                     | 162                                                     | 186                                                     | 116                                                     | 34                                                      | 1                                                       | 1028                                                    |
| Fuente: Climate-Data.org                                |                                                         |                                                         |                                                         |                                                         |                                                         |                                                         |                                                         |                                                         |                                                         |                                                         |                                                         |                                                         |                                                         |

### Ubicación geográfica
Santa Cruz del Quiché está completamente rodeado por municipios del departamento de El Quiché:
- Norte y noroeste: San Bartolomé Jocotenango
- Noreste: San Andrés Sajcabajá
- Este: Chinique y Chiché
- Sur: Chichicastenango
- Sureste: Chiché
- Oeste: San Pedro Jocopilas y San Antonio Ilotenango
- Suroeste: Patzité[8]

| Noroeste: San Bartolomé Jocotenango               | Norte: San Bartolomé Jocotenango | Nordeste: San Andrés Sajcabajá |
| Oeste: San Pedro Jocopilas San Antonio Ilotenango |                                  | Este: Chinique Chiché          |
| Suroeste: Patzité                                 | Sur: Chichicastenango            | Sureste: Chiché                |

## Gobierno municipal
Los municipios se encuentran regulados en diversas leyes de la República, que establecen su forma de organización, lo relativo a la conformación de sus órganos administrativos y los tributos destinados para los mismos.  Aunque se trata de entidades autónomas, se encuentran sujetos a la legislación nacional y las principales leyes que los rigen desde 1985 son:
| N.º | Ley                                                | Descripción |
| --- | -------------------------------------------------- | --- |
| 1   | Constitución Política de la República de Guatemala | Tiene una regulación legal específica para los municipios en los artículos 253 al 262. |
| 2   | Ley Electoral y de Partidos Políticos              | Ley de carácter constitucional aplicable a los municipios en el tema de la conformación de sus autoridades electas. |
| 3   | Código Municipal                                   | Decreto 12-2002 del Congreso de la República de Guatemala. Tiene la categoría de ley ordinaria y contiene preceptos generales aplicables a todos los municipios, e inclusive contiene legislación referente a la creación de los municipios.             |
| 4   | Ley de Servicio Municipal                          | Decreto 1-87 del Congreso de la República de Guatemala. Regula las relaciones entra la municipalidad y los servidores públicos en materia laboral. Tiene su base constitucional en el artículo 262 de la constitución que ordena la emisión de la misma. |
| 5   | Ley General de Descentralización                   | Decreto 14-2002 del Congreso de la República de Guatemala. Regula el deber constitucional del Estado, y por ende del municipio, de promover y aplicar la descentralización y desconcentración económica y administrativa.                                |

El gobierno de los municipios está a cargo de un Concejo Municipal mientras que el código municipal —ley ordinaria que contiene disposiciones que se aplican a todos los municipios— establece que «el concejo municipal es el órgano colegiado superior de deliberación y de decisión de los asuntos municipales […] y tiene su sede en la circunscripción de la cabecera municipal»; el artículo 33 del mencionado código establece que «[le] corresponde con exclusividad al concejo municipal el ejercicio del gobierno del municipio».

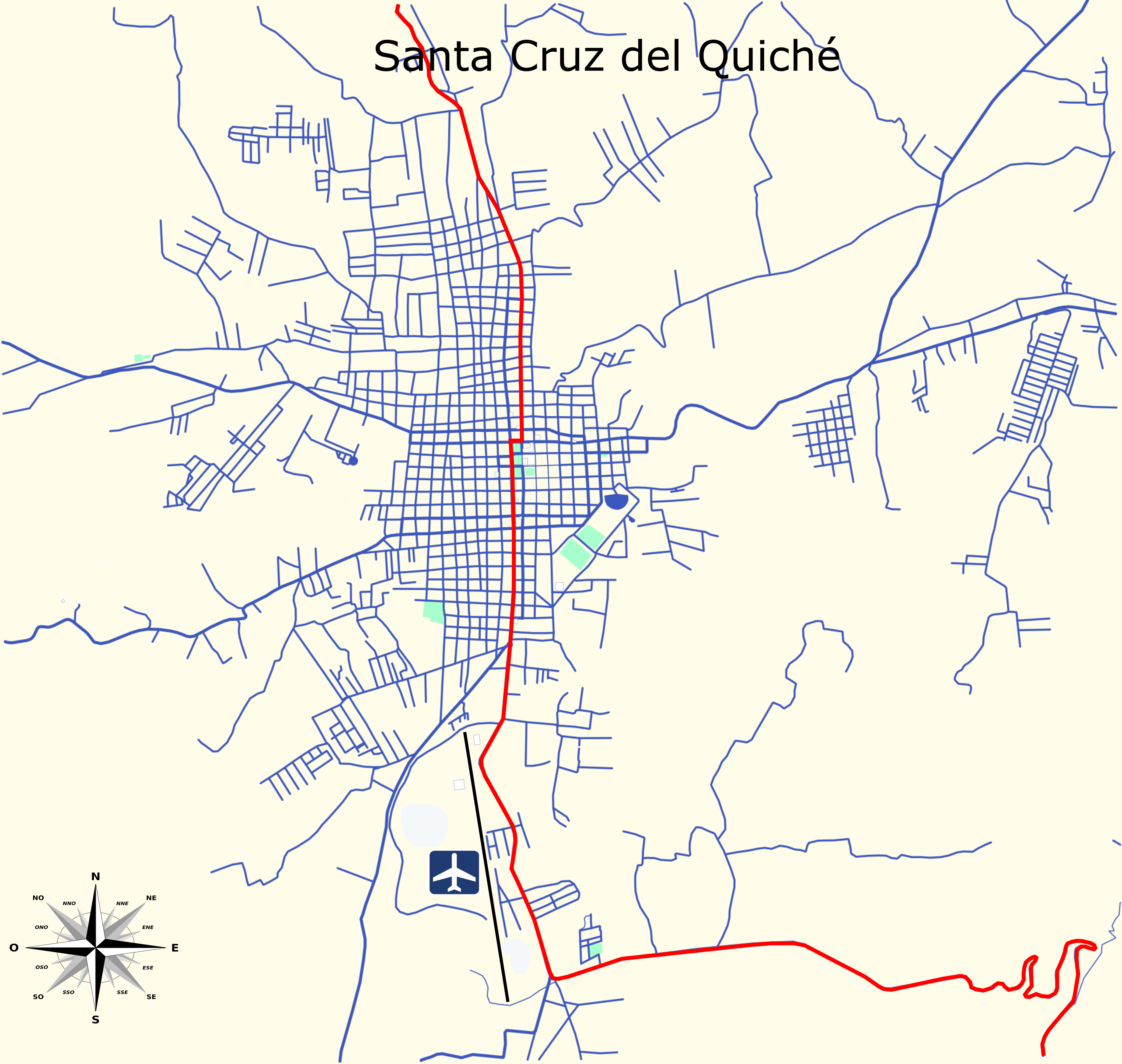
Mapa de Santa Cruz del Quiché.

El concejo municipal se integra con el alcalde, los síndicos y concejales, electos directamente por sufragio universal y secreto para un período de cuatro años, pudiendo ser reelectos.
Existen también las Alcaldías Auxiliares, los Comités Comunitarios de Desarrollo (COCODE), el Comité Municipal del Desarrollo (COMUDE), las asociaciones culturales y las comisiones de trabajo. Los alcaldes auxiliares son elegidos por las comunidades de acuerdo a sus principios y tradiciones, y se reúnen con el alcalde municipal el primer domingo de cada mes, mientras que los Comités Comunitarios de Desarrollo y el Comité Municipal de Desarrollo organizan y facilitan la participación de las comunidades priorizando necesidades y problemas.

## Historia

### Capitulaciones de Tezulutlán

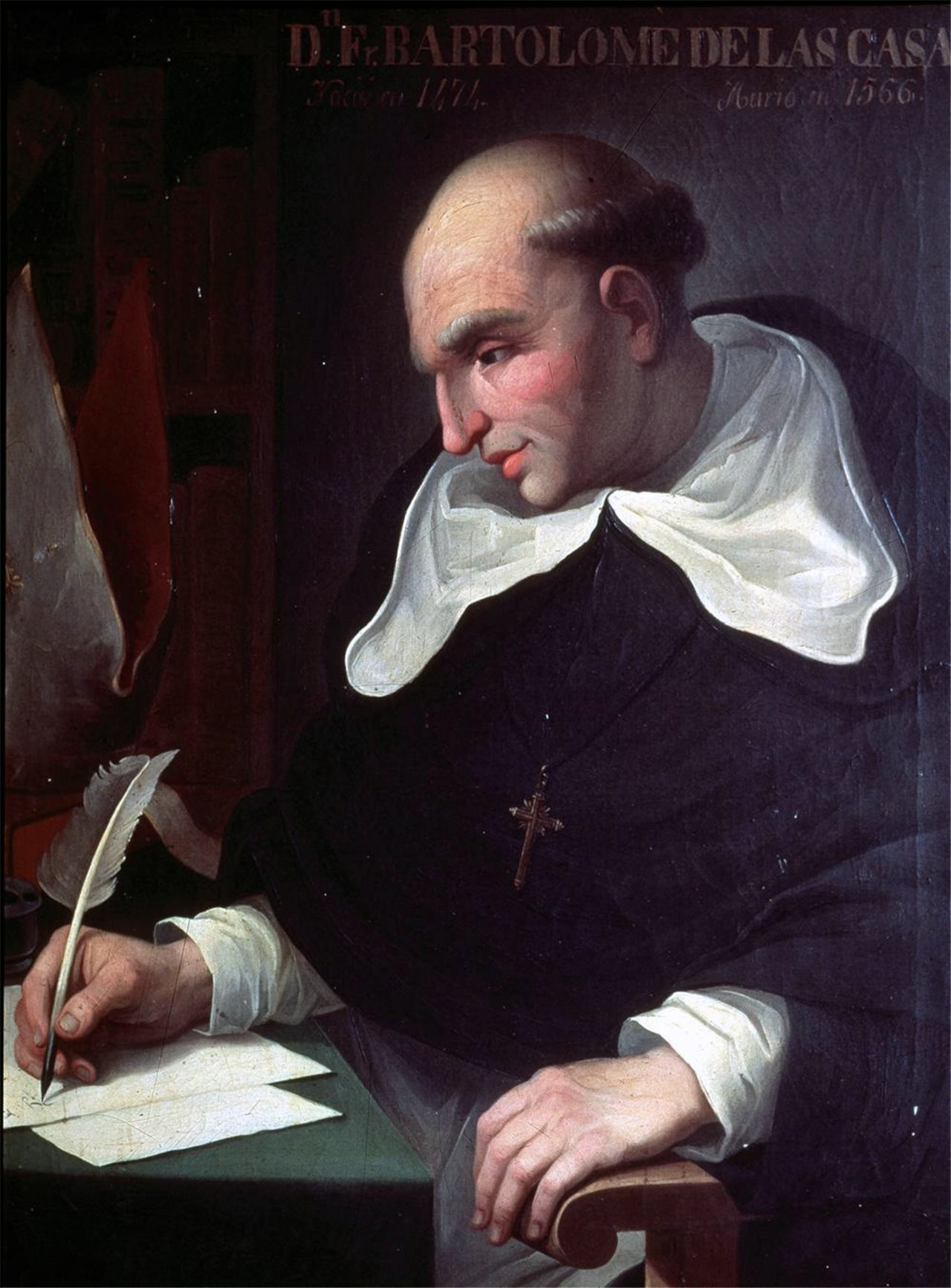
Fray Bartolomé de las Casas, O.P., quien junto a los frailes Rodrigo de Landa, Pedro de Angulo y Luis de Cáncer iniciaron la catequización de las Verapaces en 1542.

En noviembre de 1536, el fraile Bartolomé de las Casas, O.P. se instaló en Santiago de Guatemala. Meses después el obispo Juan Garcés, que era amigo suyo, le invitó a trasladarse a Tlascala. Posteriormente, volvió a trasladarse a Guatemala. El 2 de mayo de 1537 consiguió del gobernador licenciado Don Alfonso de Maldonado un compromiso escrito ratificado el 6 de julio de 1539 por el Virrey de México Don Antonio de Mendoza, que los nativos de Tuzulutlán, cuando fueran conquistados, no serían dados en encomienda sino que serían vasallos de la Corona. Las Casas, junto con otros frailes como Pedro de Angulo y Rodrigo de Ladrada, buscó a cuatro indios cristianos y les enseñó cánticos cristianos donde se explicaban cuestiones básicas del Evangelio. Posteriormente encabezó una comitiva que trajo pequeños regalos a los indios (tijeras, cascabeles, peines, espejos, collares de cuentas de vidrio...) e impresionó al cacique, que decidió convertirse al cristianismo y ser predicador de sus vasallos. El cacique se bautizó con el nombre de Juan. Los nativos consintieron la construcción de una iglesia pero otro cacique llamado Cobán quemó la iglesia. Juan, con 60 hombres, acompañado de Las Casas y Pedro de Angulo, fueron a hablar con los indios de Cobán y les convencieron de sus buenas intenciones.
Las Casas, fray Luis de Cáncer, fray Rodrigo de Ladrada y fray Pedro de Angulo, O.P. tomaron parte en el proyecto de reducción y pacificación, pero fue Luis de Cáncer quien fue recibido por el cacique de Sacapulas logrando realizar los primeros bautizos de los habitantes. El cacique «Don Juan» tomó la iniciativa de casar a una de sus hijas con un principal del pueblo de Cobán bajo la religión católica.
Las Casas y Angulo fundaron el pueblo de Rabinal, y Cobán fue la cabecera de la doctrina católica. Tras dos años de esfuerzo el sistema de reducción comenzó a tener un éxito relativo, pues los indígenas se trasladaron a terrenos más accesibles y se fundaron localidades al modo español. El nombre de «Tierra de Guerra» fue sustituido por el de «Vera Paz» (verdadera paz), denominación que se hizo oficial en 1547.

### Doctrina de los dominicos

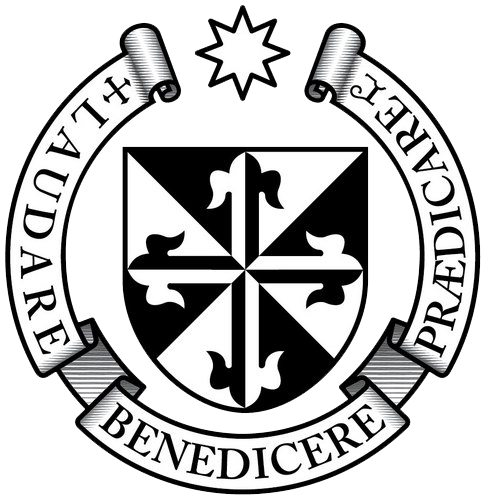
Escudo de la Orden de Predicadores.

La corona española se enfocó en la catequización de los indígenas; las congregaciones fundadas por los misioneros reales en el Nuevo Mundo fueron llamadas «doctrinas de indios» o simplemente «doctrinas». Originalmente, los frailes tenían únicamente una misión temporal: enseñarle la fe católica a los indígenas, para luego dar paso a parroquias seculares como las establecidas en España; con este fin, los frailes debían haber enseñado los evangelios y el idioma español a los nativos. Ya cuando los indígenas estuvieran catequizados y hablaran español, podrían empezar a vivir en parroquias y a contribuir con el diezmo, como hacían los peninsulares.
Pero este plan nunca se llevó a cabo, principalmente porque la corona perdió el control de las órdenes regulares tan pronto como los miembros de éstas se embarcaron para América. Por otra parte, protegidos por sus privilegios apostólicos para ayudar a la conversión de los indígenas, los misionares solamente atendieron a la autoridad de sus priores y provinciales, y no a la de las autoridades españolas ni a las de los obispos. Los provinciales de las órdenes, a su vez, únicamente rendían cuentas a los líderes de su orden y no a la corona; una vez habían establecido una doctrina, protegían sus intereses en ella, incluso en contra de los intereses del rey y de esta forma las doctrinas pasaron a ser pueblos de indios que se quedaron establecidos para todo el resto de la colonia.
Las doctrinas fueron fundadas a discreción de los frailes, ya que tenían libertad completa para establecer comunidades para catequizar a los indígenas, con la esperanza de que estas pasaran con el tiempo a la jurisdicción de una parroquia secular a la que se le pagaría el diezmo; en realidad, lo que ocurrió fue que las doctrinas crecieron sin control y nunca pasaron al control de parroquias. La administración colectiva por parte del grupo de frailes era la característica más importante de las doctrinas ya que garantizaba la continuación del sistema de la comunidad en caso falleciese uno de los dirigentes.
En 1638, los dominicos separaron a sus grandes doctrinas —que les representaban considerables ingresos económicos— en grupos centrados en sus seis conventos:  Los conventos estaban en: la ciudad de Santiago de los Caballeros de Guatemala, Amatitlán, Verapaz, Sonsonate, San Salvador y Sacapulas. Específicamente en Sacapulas, la doctrina abarcaba los poblados de Sacapulas, Cunén, Nebaj, Santa Cruz del Quiché, San Andrés Sajcabajá, Zacualpa y Chichicastenango.

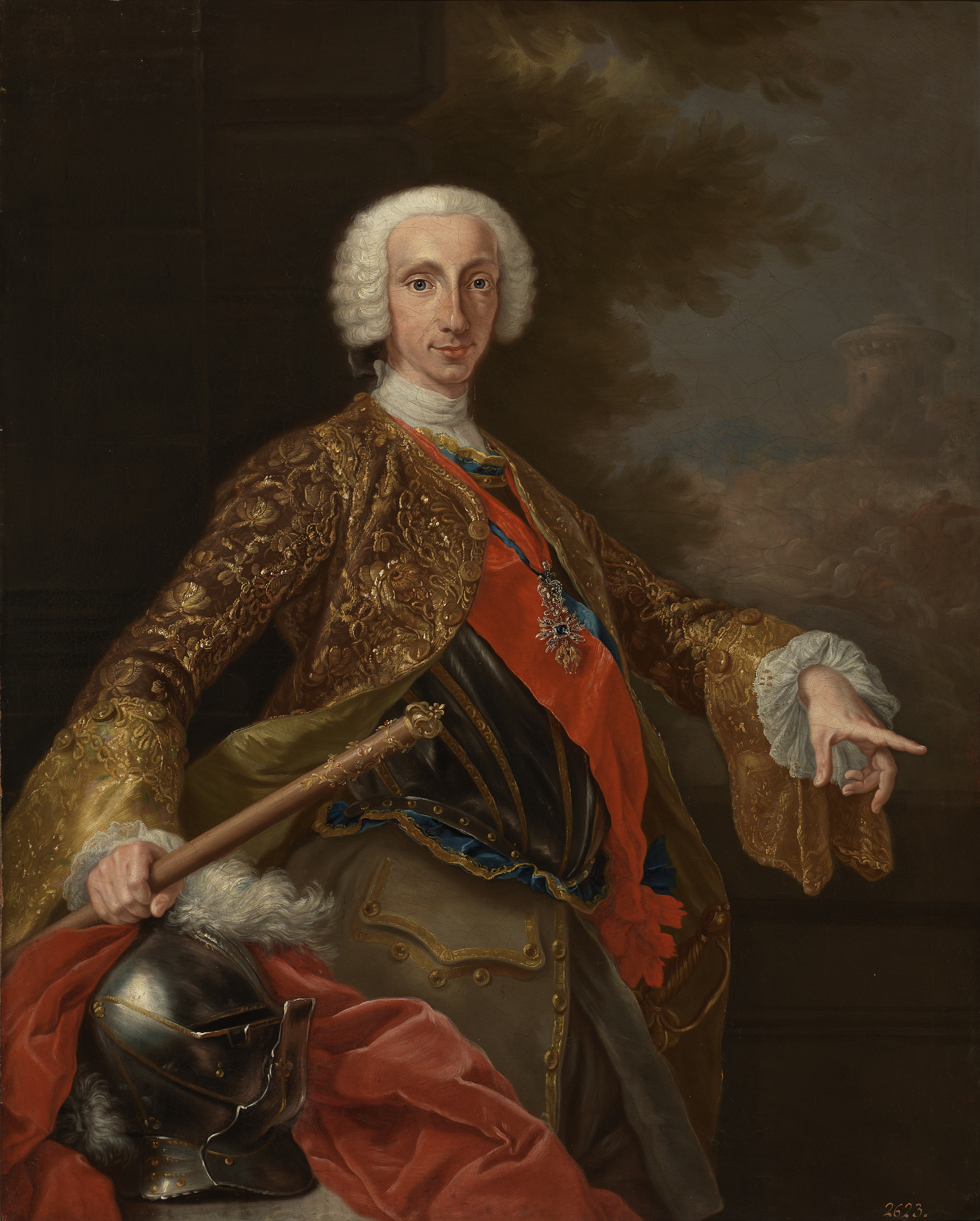
Rey Carlos III de España, promotor de las reformas borbónicas.

En 1754, en virtud de una Real Cédula parte de las Reformas Borbónicas, todos los curatos de las órdenes regulares fueron traspasados al clero secular. En 1765 se publicaron las reformas borbónicas de la Corona española, que pretendían recuperar el poder real sobre las colonias y aumentar la recaudación fiscal. Con estas reformas se crearon los estancos para controlar la producción de las bebidas embriagantes, el tabaco, la pólvora, los naipes y el patio de gallos. La real hacienda subastaba el estanco anualmente y un particular lo compraba, convirtiéndose así en el dueño del monopolio de cierto producto. Ese mismo año se crearon cuatro subdelegaciones de la Real Hacienda en San Salvador, Ciudad Real, Comayagua y León y la estructura político administrativa de la Capitanía General de Guatemala cambió a quince provincias:
Además de esta redistribución administrativa, la corona española estableció una política tendiente a disminuir el poder de la Iglesia católica, el cual hasta ese momento era prácticamente absoluto sobre los vasallos españoles. Esta política de disminución de poder de la iglesia se basaba en la Ilustración

### Tras la Independencia de Centroamérica
El Estado de Guatemala fue definido de la siguiente forma por la Asamblea Constituyente de dicho estado que emitió la constitución del mismo el 11 de octubre de 1825: «el estado conservará la denominación de Estado de Guatemala y lo forman los pueblos de Guatemala, reunidos en un solo cuerpo.  El estado de Guatemala es soberano, independiente y libre en su gobierno y administración interior.»
El poblado de Quiché fue uno de los municipios originales del Estado de Guatemala en 1825; era parte del departamento de Sololá/Suchitepéquez, cuya cabecera era Sololá e incluía a Joyabaj, Quiché, Atitlán, Suchitepéquez, y Cuyotenango.

### El efímero Estado de Los Altos

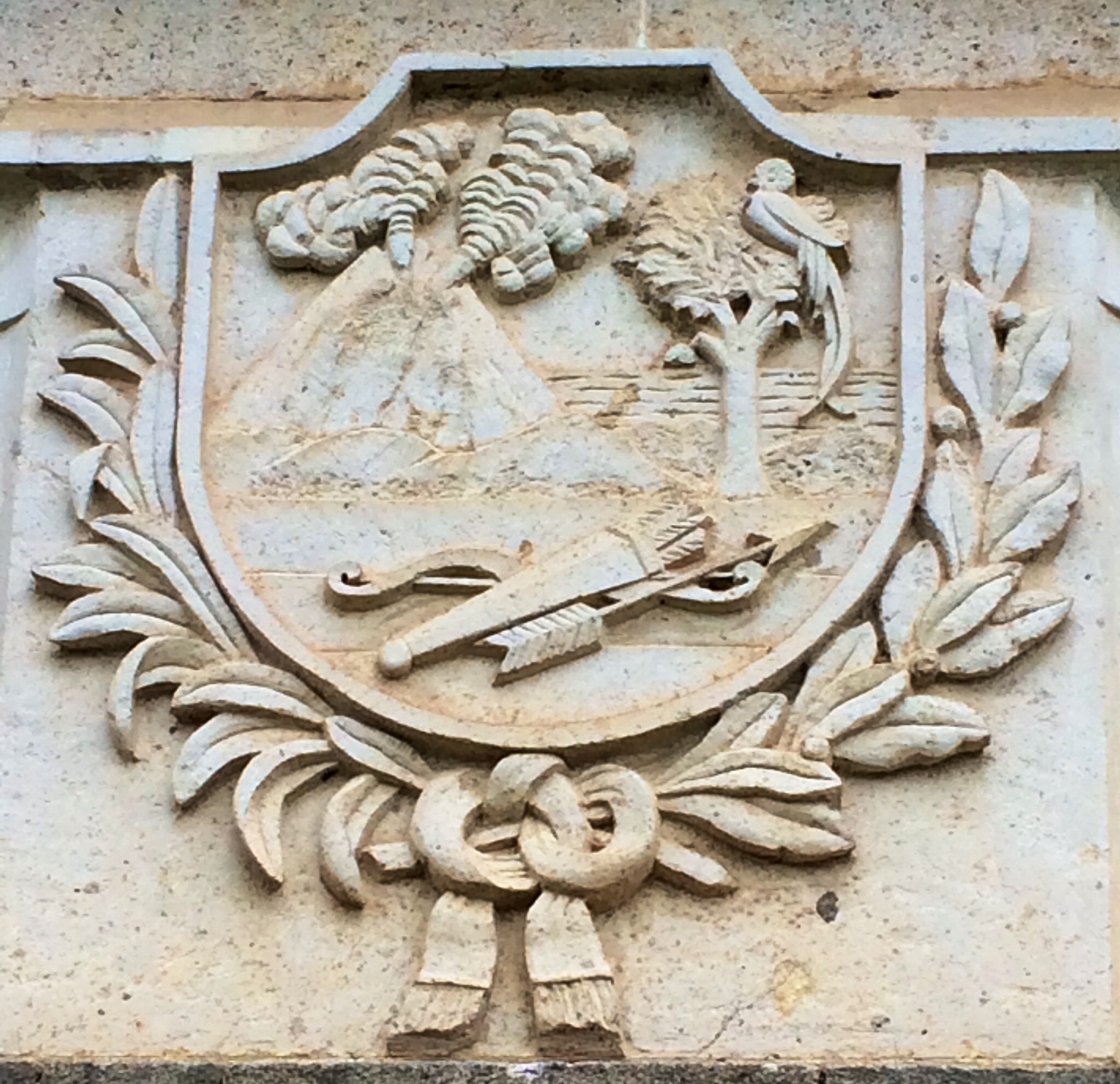
Escudo del Estado de Los Altos.

A partir dl 3 de abril de 1838, Santa Cruz del Quiché fue parte de la región que formó el efímero Estado de Los Altos, el cual fue autorizado por el Congreso de la República Federal de Centro América el 25 de diciembre de ese año forzando a que el Estado de Guatemala se reorganizara en siete departamentos y dos distritos independientes el 12 de septiembre de 1839:
- Departamentos: Chimaltenango, Chiquimula, Escuintla, Guatemala, Mita, Sacatepéquez, y Verapaz
- Distritos: Izabal y Petén[4]

Los criollos de la región occidental de la actual Guatemala había mostrado intenciones de obtener mayor autonomía con respecto a las autoridades de la ciudad de Guatemala desde la época colonial, pues consideraban que los criollos capitalinos, que tenían el monopolio comercial con España, no les daban un trato justo. Así, su representante en las Cortes de Cádiz solicitó la creación de una intendencia en Los Altos, gobernada por autoridades propias. La Independencia de Centroamérica canceló esta posibilidad, pero el separatismo de los altenses perduró. Tras la disolución del Primer Imperio Mexicano y la consecuente separación de las Provincias Unidas del Centro de América, Los Altos continuó buscando su separación de Guatemala. Hubo dos condiciones que fueron favorables a las pretensiones de la élite criolla altense: la creación de un marco legal en la constitución centroamericana para la formación de nuevos estados dentro del territorio de la república y la llegada al gobierno de los federalistas liberales, encabezados por Francisco Morazán.  El área de Los Altos, que incluía a Totonicapán estaba poblada mayoritariamente por indígenas, quienes habían mantenido sus tradiciones ancestrales y sus tierras en el frío altiplano del oeste guatemalteco. Durante toda la época colonial habían existido revueltas en contra del gobierno español. Luego de la independencia, los mestizos y criollos locales favorecieron al partido liberal, en tanto que la mayoría indígena era partidaria de la Iglesia Católica y, por ende, conservadora.

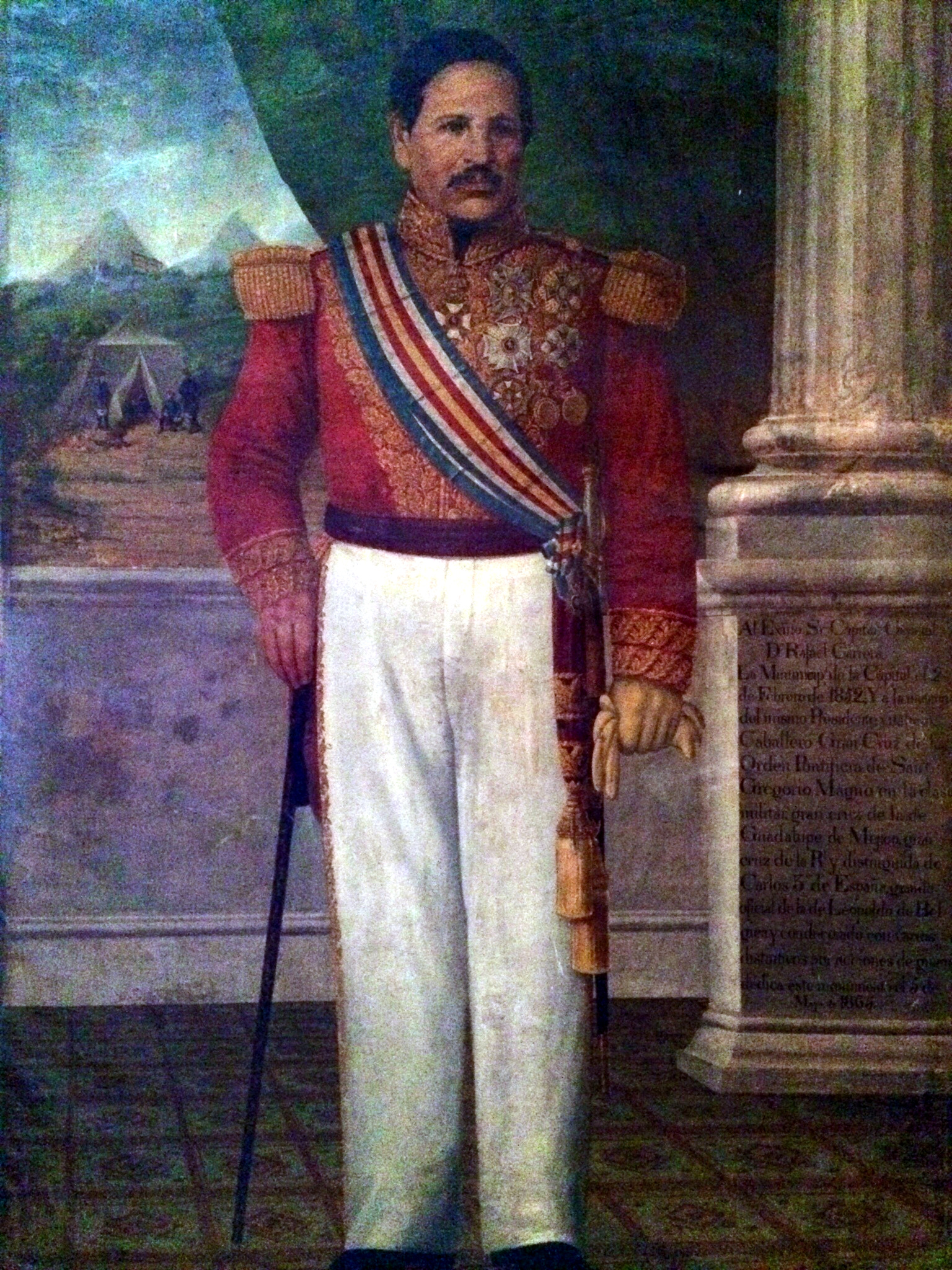
Retrato oficial del capitán general Rafael Carrera con la banda presidencial con los colores de la bandera de Guatemala instituida en 1858. En 1840 retomó por la fuerza el Estado de los Altos al que pertenecía la villa de Quiché y derrotó al presidente de la República Federal de Centro América, el general hondureño Francisco Morazán.

Las revueltas indígenas en el Estado de Los Altos fueron constantes y alcanzaron su punto crítico el 1.º de octubre de 1839, en Santa Catarina Ixtahuacán, Sololá, cuando tropas altenses reprimieron una sublevación y mataron a cuarenta vecinos. Encolerizados, los indígenas acudieron al caudillo conservador Rafael Carrera, en busca de protección. Por otra parte, en octubre de 1839 la tensión comercial entre Guatemala y Los Altos dio paso a movimientos militares; hubo rumores de que el general Agustín Guzmán -militar mexicano que estaba al mando de las Fuerzas Armadas de Los Altos- estaba organizando un ejército en Sololá con la intención de invadir Guatemala, lo que puso a ésta en máxima alerta.
Tras algunas escaramuzas, los ejércitos se enfrentaron en Sololá el 25 de enero de 1840; Carrera venció a las fuerzas del general Agustín Guzmán e incluso apresó a éste mientras que el general Doroteo Monterrosa venció a las fuerzas altenses del coronel Antonio Corzo el 28 de enero.  El gobierno quetzalteco colapsó entonces, pues aparte de las derrotas militares, los poblados indígenas -incluyendo a los de Totonicapán- abrazaron la causa conservadora de inmediato; al entrar a Quetzaltenango al frente de dos mil hombres, Carrera fue recibido por una gran multitud que lo saludaba como su «libertador».
Carrera impuso un régimen duro y hostil para los liberales altenses, pero bondadoso para los indígenas de la región —derogando el impuesto personal— y para los eclesiásticos restituyendo los privilegios de la religión católica; llamando a todos los miembros del cabildo criollo les dijo tajantemente que se portaba bondadoso con ellos por ser la primera vez que lo desafiaban, pero que no tendría piedad si había una segunda vez. El general Guzmán, y el jefe del Estado de Los Altos, Marcelo Molina, fueron enviados a la capital de Guatemala, en donde fueron exhibidos como trofeos de guerra durante un destile triunfal el 17 de febrero de 1840; en el caso de Guzmán, engrilletado, con heridas aún sangrantes, y montado en una mula. El 26 de febrero de 1840 el gobierno de Guatemala colocó a Los Altos bajo su autoridad y el 13 de agosto nombró al corregidor de la región, el cual servía también como comandante general del ejército y superintendente.

### Creación del departamento de Quiché
El área que comprende el moderno departamento de Quiché estaba distribuida hasta 1872 entre los departamentos de Sololá y Totonicapán;  tras la Reforma Liberal de 1871, el presidente de facto provisiorio Miguel García Granados dispuso crear el departamento de Quiché para mejorar la administración territorial de la República; el texto del decreto es el siguiente:
| Decreto N.º 72 Considerando, que la grande extensión que hoy tienen los Departamentos de Sololá y Totonicapán hace ineficaz la acción de las autoridades, y que es conveniente para remediar este mal y atender al mejor servicio público de aquellos pueblos, la creación de un nuevo Departamento, tengo a bien decretar y DECRETO: 1. Se establece un nuevo Departamento, que denominará Quiché, cuya cabecera es la villa de este nombre. 2. Componen este departamento loas poblaciones siguientes: Joyabaj, Lemoa, Santo Tomás Chichicastenango, Chinic, Chiché, San Pedro Jocopilas, San Andrés Joyabajá, Cunem, San Miguel Uspantán, Cotzal, Chujuyup, Patzité, San Bartolo Jocotenango, Sacapulas, Nebaj, Chajul, Caniyá y Sacualpa. 3. En consecuencia, el Departamento de Sololá queda con los pueblos siguientes: villa de Sololá, cabecera, San José Chacallá, San Andrés Semetabaj, Concepción, Panajachel, San Jorge, Santa Cruz, Santa Lucía Utatlán, Santa Clara, Santa Bárbara, San Juan de los Leprosos, Visitación, San Pedro, San Juan, an Pablo, San Marcos, Atitlán, San Lucas Tolimán, San Antonio Palopó, Santa Catarina Palopó y Patulul. 4. El Departamento de Totonicapán se compone de los pueblos siguientes: Totonicapam, ciudad cabecera, San Cristóbal, San Andrés Xecul, San Francisco El Alto, San Carlos Sija, San Antonio Sija, San Bartolo Agua Caliente, Calel, Momostenango, Santa María Chiquimula, San Antonio Ilotenango, Nagualá, Santa Catarina Ixtahuacán y Santo Tomás Perdido, en la costa de Suchitepéquez. Dado en Guatemala, a doce de agosto de mil ochocientos setenta y dos, —Miguel García Granados Secretario del Interior, Gobernación y Negocios Eclesiásticos: Marco Aurelio Soto. Tomado de: Recopilación: Las leyes emitidas por el gobierno democrático de la República de Guatemala, 1871-1881. |

### Carretera panamericana
Con la construcción de la carretera Panamericana, Santa Cruz del Quiché perdió cierta relevancia, pues ya no era la puerta de entrada al altiplano y a los Cuchumatanes, sino simplemente un punto en el camino.  Asimismo, la emigración de la población indígena hacia Chichicastenango, afecto la importancia geopolítica del poblado de Santa Cruz.[cita requerida]

### Guerra Civil de Guatemala
Durante la Guerra Civil de Guatemala Santa Cruz del Quiché se encontró inmerso en el radio de acción del Ejército Guerrillero de los Pobres, una de las organizaciones guerrilleras que operaban en Guatemala y que justificaban sus atentados contra bienes particulares y del Estado argumentando que afectaban, por un lado, los intereses económicos del Estado y de los sectores productivos, y por el otro, que vulneraban al Ejército. En el reporte de la Comisión para el Esclarecimiento Histórico, miembros del EGP indicaron que «destruir infraestructura con el concepto de decir vamos a destruir la infraestructura del país, para dañar el país, eso no. Siempre tenía una explicación... en relación a la guerra que estábamos viviendo y en relación al momento táctico que para qué íbamos a volar este puente, sí lo íbamos a volar para que el Ejército no pasara y para que no siguiera con su barbarie... para cortarle el avance y la retirada... Pero lo que es de Nentón para el norte, la carretera se cerró [finales 81 inicio 82], no entraba el Ejército, no entraba ninguna autoridad, estaban cortados los postes de telegrafía que eran los medios de comunicación que había aparte de la carretera».  «Al cortar la energía que llegara al cuartel (del Ejército) se cortaba la energía de toda la población, creando descontento entre el pueblo.  Después, esos sabotajes se generalizaron para «provocar ya un descontrol total en todo el país e ir preparando condiciones para pasar a un período casi de pre-insurrección».
Los ataques del EGP que afectaron a Santa Cruz del Quiché fueron:
| Fecha                   | Objetivo                                                                               | Resultado                                                                                             |
| ----------------------- | -------------------------------------------------------------------------------------- | --- |
| 16 de noviembre de 1981 | Instalaciones eléctricas del INDE en Santa Cruz del Quiché                             | Dejó sin energía eléctrica a todos los municipios aledaños.                                           |
| 18 de diciembre de 1981 | Puente «El Tesoro» en Quiché                                                           | Destrucción total del puente, cortando el acceso al Ejército.                                         |
| 19 de enero de 1982     | Planta de energía eléctrica del INDE en Santa Cruz del Quiché                          | Una bomba destruyó la planta de energía, dejando sin suministro a todos los municipios que la rodean. |
| 27 de enero de 1982     | Puentes que comunican las poblaciones de San Miguel Uspantán, Nebaj y Chajul en Quiché | Destrucción total de los dos puentes, cortando el acceso al Ejército.                                 |

Para contrarrestar el auge de la ofensiva guerrilla tras el triunfo de la Revolución Sandinista en Nicaragua en 1979, el gobierno de Lucas García inició la ofensiva de «Tierra Arrasada» en la región en donde operaba el Ejército Guerrillero de los Pobres, en el área de Chajul, Nebaj e Ixcán en El Quiché -región petrolera y fértil de la Franja Transversal del Norte-;  como parte de esta ofensiva, se dieron intensos ataques a poblaciones civiles que resultaron en masacres que fueron registradas por el informe REHMI y los informes de la Comisión para el Esclarecimiento Histórico. Una de cada seis masacres se realizó en un día importante para la comunidad; ya fuera en día de mercado, de fiesta, o de reuniones de carácter religioso, los ataques en días señalados trataban de aprovechar la concentración de población para desarrollar de manera más masiva sus acciones y en algunos casos tenían un claro significado simbólico. Este aspecto, junto con la concentración de la población, y el control de la situación mostrado por el Ejército, muestra que los ataques fueron planificados.
En las afueras de Santa Cruz del Quiché está el cuartel militar desde donde se planeaban y se ejecutaban los ataques selectivos a las diferentes localidades al norte del departamento de El Quiché.[cita requerida]

## Otras cabeceras departamentales
| Departamento | Cabecera       | Departamento  | Cabecera              | Departamento  | Cabecera      | Departamento   | Cabecera       |
| ------------ | -------------- | ------------- | --------------------- | ------------- | ------------- | -------------- | -------------- |
| Alta Verapaz | Cobán          | Baja Verapaz  | Salamá                | Chimaltenango | Chimaltenango | Chiquimula     | Chiquimula     |
| El Progreso  | Guastatoya     | Quiché        | Santa Cruz del Quiché | Escuintla     | Escuintla     | Huehuetenango  | Huehuetenango  |
| Izabal       | Puerto Barrios | Jalapa        | Jalapa                | Petén         | Flores        | Quetzaltenango | Quetzaltenango |
| Retalhuleu   | Retalhuleu     | Sacatepéquez  | Antigua Guatemala     | San Marcos    | San Marcos    | Santa Rosa     | Cuilapa        |
| Sololá       | Sololá         | Suchitepéquez | Mazatenango           | Totonicapán   | Totonicapán   | Zacapa         | Zacapa         |